# Hans Jacobson
Hans Olov Dan Jacobson, född 17 mars 1947 i Enskede, död 9 juli 1984 i Handen, var en svensk modern femkampare och fäktare.
Hans Jacobson detog i tre olympiska sommarspel: Mexico City 1968 i modern femkamp samt Montréal 1976 och Moskva 1980 i fäktning (värja). Han blev olympisk guldmedaljör i lagtävlingen i värjfäktning 1976.
Redan som 21-åring deltog Hans Jacobson i modern femkamp i OS 1968. Anledningen till att han inte tog lagbrons i Mexico City var för att lagkamraten Hans-Gunnar Liljenwall lugnat sina nerver med några pilsner inför skjutningen varpå han hamnade över promillegränsen och Sverige diskades. 
För Jacobson blev snart fäktningen sport nummer ett. Med sin energiska stil tog han plats i världseliten och var given i det svenska värjlag och tog flera medaljer i massor under 70-talet.  
Hans Jacobson missade OS 1972 då han var knäskadad efter ett restaurangbråk i Stockholm. Fyra år senare var han på plats när Sverige tog OS-guld i lag inom värja. I finalen mot Västtyskland vann Hans Jacobson två matcher. Vid ställningen 6–5 bäddade Jacobson för guldet när han vände 1–4 till 5–4 mot Jürgen Hehn. Rolf Edling kunde sedan avgöra.  
Hans Jacobsons meritlista är förutom OS-guldet även VM-silver individuellt 1973 där han kom två efter bakom Rolf Edling och brons 1978. Han tog även VM-guld i lag 1974, 75 och 77, brons 1969, 71 och 78. VM-silver i modern femkamp i lag år 1967. Jacobson vann dessutom två individuella SM i fäktning, ett med värjan och ett med floretten. Han var ledare för landslaget i modern femkamp och brodern Björn Jacobson var elitman i både fäktning och modern femkamp (VM-deltagare). 